# Payton Leigh
Payton Leigh (Paso Robles, California; 8 de enero de 1967) es una actriz pornográfica y modelo erótica estadounidense.

## Biografía
Payton Leigh, cuyo nombre de nacimiento es Sherri Marshall, nació en la ciudad de El Paso de Robles, en el condado californiano de San Luis Obispo en 1967. Antes de entrar en la industria pornográfica, Leigh trabajó durante muchos años en el campo de la medicina.
Se iniciaría como actriz porno en 2003, cuando ya contaba con 36 años de edad. Al igual que otras actrices que comenzaron con más de treinta años en la industria, por su físico, su edad y atributos, fue etiquetada como una actriz MILF. Muchas de sus películas han tratado esta temática, así como la de lésbica entre MILF o con chicas más jóvenes.
Algunas de las películas reseñables de su filmografía son MILF Cruiser 3, Mother-Daughter Exchange Club 3, Milf-O-Maniacs o la parodia porno Not Married With Children XXX.
Peyton ha aparecido en las revistas para hombres como Playboy y Hustler. Se consideran fan de las bandas de rock Aerosmith y Van Halen. En la actualidad, reside en la costa central de California con su marido y sus hijos, y dirige su propia página web.
Se retiró en 2017, habiendo rodado más de 310 películas como actriz.

## Premios y nominaciones
| Año  | Ceremonia   | Resultado | Premio                      | Trabajo |
| ---- | ----------- | --------- | --------------------------- | ------- |
| 2009 | Premios AVN | Nominada  | Artista MILF/Cougar del año | —       |
| 2011 | Premios AVN | Nominada  | Artista MILF/Cougar del año | —       |